# Münchhausen (Driedorf)
Münchhausen ist einer der neun Ortsteile der Gemeinde Driedorf im hessischen Lahn-Dill-Kreis.

## Geografie
Der Ort liegt im am östlichen Rand des Hohen Westerwalds etwa 10 km südwestlich von Herborn und 34 km nordöstlich von Montabaur. Die Entfernung nach Siegen beträgt etwa 42 km und nach Wetzlar 30 km. Münchhausen liegt an der hessischen Landesgrenze zu Rheinland-Pfalz. Die Entfernung zum Dreiländereck Hessen – Rheinland-Pfalz – Nordrhein-Westfalen beträgt etwa 9 km. Die Gemarkung des Ortes hat eine Größe von 6,43 km². Im Südwesten, im Bereich des Knotengebirges, ist sie stark bewaldet.
Die angrenzenden Orte sind, von Westen, an der Landesgrenze, im Uhrzeigersinn beginnend: Mademühlen, Driedorf, Seilhofen (alle Gemeinde Driedorf), Beilstein, Odersberg, Nenderoth, Arborn (alle Gemeinde Greifenstein). Nach der Landesgrenze folgt: Oberrod (Verbandsgemeinde Rennerod im Westerwaldkreis).
Der Ort liegt am Oberlauf des Ulmbachs, einem Zufluss der Lahn. Nördlich des Ortes erhebt sich der Buschhorn (534,7 m.ü.NN) und der Wolfsberg (522,7 m.ü.NN). Südlich, Richtung Arborn, des Ortes befindet sich der Rödern (560,4 m.ü.NN). Von hier aus erstreckt sich die Gemarkung in einem schmalen Streifen bis zur Landesgrenze am Oberroder Knoten (586,2 m.ü.NN).

## Geschichte

### Ortsgeschichte
Der Name Münchhausen deutet darauf hin, dass es einst von Mönchen gegründet wurde. Die urkundliche Ersterwähnung erfolgte 1447 als Monichhusen. Der Ortsnamenteil -hausen (bei den Häusern) deutet eine durchgehende Besiedlung des Ortes seit der merowingisch Siedlungsperiode um das 6./7. Jahrhundert an.
Noch bis zu Beginn des vorigen Jahrhunderts bestand es, wenigstens in kirchlicher Hinsicht, aus zwei Teilen, die durch den Ulmbach voneinander getrennt wurden. Zeitweise war die Gemarkung von Münchhausen zwischen den Ämtern Driedorf und Beilstein geteilt.
Münchhausen verfügt, vor allem im Knotengebiet, über ausgedehnte Waldflächen, die für den Ort schon in früheren Zeiten die Grundlage ziemlichen Wohlstands waren. Die Ortschaft konnte sich manches leisten, worauf die Nachbardörfer noch lange warten mussten, z. B. die neue Schule, die schon 1906 gebaut wurde und heute als Dorfgemeinschaftshaus genutzt wird. Das 1721 erbaute Schulhaus wurde 1980 abgerissen und als Haus aus Münchhausen im Hessenpark bei Neu-Anspach wieder aufgebaut worden.
Hessische Gebietsreform (1970–1977)
Im Zuge der Gebietsreform in Hessen trat die dahin selbstständige Gemeinde Münchhausen am 1. Juli 1972 freiwillig der Gemeinde Driedorf bei, die bis zu diesem Datum aus den Orten Driedorf, Heisterberg, Hohenroth und Heiligenborn bestand. Für Münchhausen wurde wie für die anderen ehemals eigenständigen Gemeinden ein Ortsbezirk mit Ortsbeirat und Ortsvorsteher eingerichtet.

### Verwaltungsgeschichte im Überblick
Die folgende Liste zeigt die Herrschaftsgebiete und Staaten, in denen Münchhausen lag, bzw. die Verwaltungseinheiten, denen es unterstand:
- vor 1739: Heiliges Römisches Reich, Grafschaft/Fürstentum Nassau-Dillenburg, Amt Driedorf[7]
- ab 1739: Heiliges Römisches Reich, Fürstentum Nassau-Diez, Amt Driedorf
- 1806–1813: Großherzogtum Berg, Département Sieg, Arrondissement Dillenburg, Kanton Driedorf
- 1813–1815: Fürstentum Nassau-Oranien, Amt Driedorf
- ab 1816: Herzogtum Nassau[Anm. 1], Amt Herborn
- ab 1849: Herzogtum Nassau, Kreisamt Herborn[Anm. 2]
- ab 1854: Herzogtum Nassau, Amt Herborn
- ab 1867: Norddeutscher Bund[Anm. 3], Königreich Preußen, Provinz Hessen-Nassau, Regierungsbezirk Wiesbaden, Dillkreis[Anm. 4]
- ab 1871: Deutsches Reich, Königreich Preußen, Provinz Hessen-Nassau, Regierungsbezirk Wiesbaden, Dillkreis
- ab 1918: Deutsches Reich, Freistaat Preußen, Provinz Hessen-Nassau, Regierungsbezirk Wiesbaden, Dillkreis
- ab 1932: Deutsches Reich, Freistaat Preußen, Provinz Hessen-Nassau, Regierungsbezirk Wiesbaden, Landkreis Dillenburg
- ab 1933: Deutsches Reich, Freistaat Preußen, Provinz Hessen-Nassau, Regierungsbezirk Wiesbaden, Dillkreis
- ab 1944: Deutsches Reich, Freistaat Preußen, Provinz Nassau, Dillkreis
- ab 1945: Amerikanische Besatzungszone, Groß-Hessen, Regierungsbezirk Wiesbaden, Dillkreis
- ab 1946: Amerikanische Besatzungszone, Hessen, Regierungsbezirk Wiesbaden, Dillkreis
- ab 1949: Bundesrepublik Deutschland, Hessen, Regierungsbezirk Wiesbaden, Dillkreis
- ab 1968: Bundesrepublik Deutschland, Hessen, Regierungsbezirk Darmstadt, Dillkreis
- ab 1972: Bundesrepublik Deutschland, Hessen, Regierungsbezirk Darmstadt, Dillkreis, Gemeinde Driedorf[Anm. 5]
- ab 1977: Bundesrepublik Deutschland, Hessen, Regierungsbezirk Darmstadt, Lahn-Dill-Kreis, Gemeinde Driedorf
- ab 1981: Bundesrepublik Deutschland, Hessen, Regierungsbezirk Gießen, Lahn-Dill-Kreis, Gemeinde Driedorf

### Einwohnerentwicklung
| Münchhausen: Einwohnerzahlen von 1834 bis 2020 | Münchhausen: Einwohnerzahlen von 1834 bis 2020 | Münchhausen: Einwohnerzahlen von 1834 bis 2020 | Münchhausen: Einwohnerzahlen von 1834 bis 2020 | Münchhausen: Einwohnerzahlen von 1834 bis 2020 |
| --- | ---------------------------------------------- | ---------------------------------------------- | ---------------------------------------------- | ---------------------------------------------- |
| Jahr |                                                |                                                |                                                | Einwohner                                      |
| 1834 | 1834                                           |                                                | 269                                            | 269                                            |
| 1840 | 1840                                           |                                                | 293                                            | 293                                            |
| 1846 | 1846                                           |                                                | 285                                            | 285                                            |
| 1852 | 1852                                           |                                                | 304                                            | 304                                            |
| 1858 | 1858                                           |                                                | 306                                            | 306                                            |
| 1864 | 1864                                           |                                                | 314                                            | 314                                            |
| 1871 | 1871                                           |                                                | 302                                            | 302                                            |
| 1875 | 1875                                           |                                                | 312                                            | 312                                            |
| 1885 | 1885                                           |                                                | 296                                            | 296                                            |
| 1895 | 1895                                           |                                                | 278                                            | 278                                            |
| 1905 | 1905                                           |                                                | 249                                            | 249                                            |
| 1910 | 1910                                           |                                                | 275                                            | 275                                            |
| 1925 | 1925                                           |                                                | 319                                            | 319                                            |
| 1939 | 1939                                           |                                                | 322                                            | 322                                            |
| 1946 | 1946                                           |                                                | 444                                            | 444                                            |
| 1950 | 1950                                           |                                                | 445                                            | 445                                            |
| 1956 | 1956                                           |                                                | 408                                            | 408                                            |
| 1961 | 1961                                           |                                                | 411                                            | 411                                            |
| 1967 | 1967                                           |                                                | 403                                            | 403                                            |
| 1970 | 1970                                           |                                                | 396                                            | 396                                            |
| 1977 | 1977                                           |                                                | 366                                            | 366                                            |
| 1990 | 1990                                           |                                                | ?                                              | ?                                              |
| 2003 | 2003                                           |                                                | 363                                            | 363                                            |
| 2006 | 2006                                           |                                                | 376                                            | 376                                            |
| 2011 | 2011                                           |                                                | 342                                            | 342                                            |
| 2014 | 2014                                           |                                                | 330                                            | 330                                            |
| 2017 | 2017                                           |                                                | 322                                            | 322                                            |
| 2020 | 2020                                           |                                                | 288                                            | 288                                            |
| Datenquelle: Historisches Gemeindeverzeichnis für Hessen: Die Bevölkerung der Gemeinden 1834 bis 1967. Wiesbaden: Hessisches Statistisches Landesamt, 1968. Weitere Quellen: LAGIS; nach 1970: Gemeinde Driedorf; Zensus 2011 |                                                |                                                |                                                |                                                |

### Religionszugehörigkeit
| • 1885: | 296 evangelische (= 100,00 %) Einwohner                            |
| • 1961: | 364 evangelische (= 88,56 %), 43 katholische (= 10,46 %) Einwohner |

## Politik
Der Ort gehört bei Wahlen zum Deutschen Bundestag zum Wahlkreis „173 Lahn-Dill“, für Wahlen zum Hessischen Landtag zum Wahlkreis „21 Lahn-Dill I“.
Mit der Gebietsreform ist die Gemeindeverwaltung auf die Gemeinde Driedorf übergegangen. Letzter Bürgermeister war Otto Bastian. Im Ort besteht ein Ortsbeirat aus fünf Mitgliedern. Der Ortsbeirat hat gegenüber der Gemeindevertretung Vorschlags- und Anhörungsrecht in den Angelegenheiten, die den Ort betreffen. Nach den Kommunalwahlen in Hessen 2016 ist Manfred Mauer (UL) Ortsvorsteher.

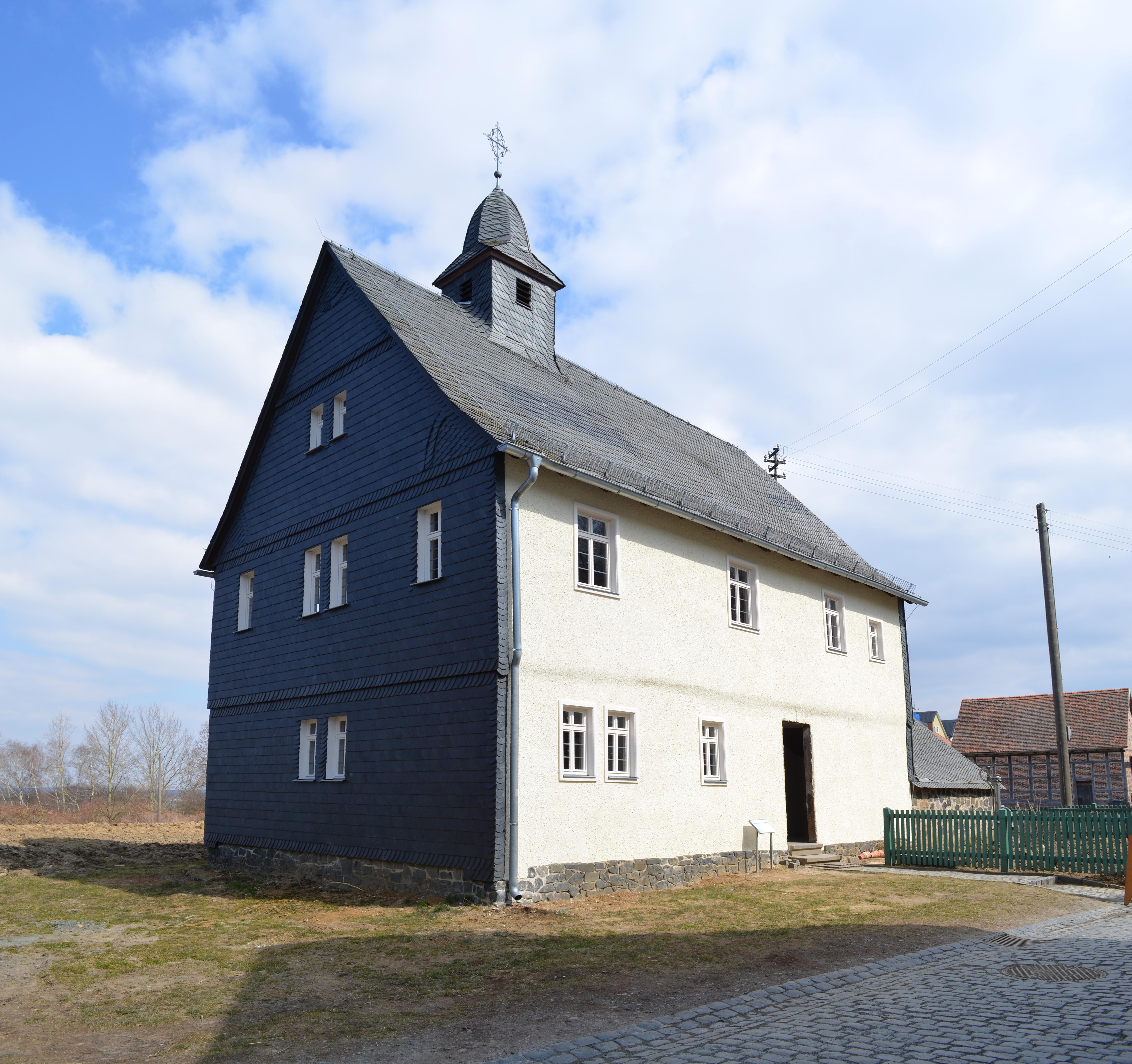
Hessenpark, Haus aus Münchhausen

## Wirtschaft und Infrastruktur
Der Ort verfügt über ein Dorfgemeinschaftshaus, ein Feuerwehrhaus und eine Tankstelle.

### Verkehr
Der Ort liegt nahe der B 255 von Herborn über Driedorf nach Montabaur. Der nächste Bahnhof befindet sich in Herborn an der Dillstrecke. Es bestehen Busverbindungen nach Driedorf, Mengerskirchen und Herborn. Die Entfernung zum Flughafen Frankfurt beträgt 108 km, nach Köln/Bonn ca. 107 km.

### Bildung
In Münchhausen existiert kein Kindergarten. Der Ort gehört zum Einzugsbereich der Westerwaldschule Driedorf, einer Grund-, Haupt- und Realschule. Weiterführende Schulen können in Herborn oder Dillenburg besucht werden.

### Persönlichkeiten
- Ludwig Rompf (1820–1887), Landwirt und Mitglied des Provinziallandtages der Provinz Hessen-Nassau